# 國家錄音藝術科學學院
录音学院（英語：The Recording Academy），全称国家录音艺术科学学院（英語：National Academy of Recording Arts and Sciences，縮寫）於1957年於美国始创的学会，組織成員包含許多音乐人、制作人、录音工程师等其他音乐专业人员。学院每年负责颁发格莱美奖表彰音乐产业的杰出成就。